# 邱会魁
邱会魁（1905年—1993年），中国人民解放军将领、中国人民解放军开国少将。
曾任中国人民解放军沈阳军区司令部动员处处长。1955年，授予中国人民解放军少将。